# 伊萬尼夫斯凱 (哈爾科夫州)
49°27′9″N 35°33′14″E / 49.45250°N 35.55389°E
伊萬尼夫斯凱（烏克蘭語：Іванівське），2016年前名為十月村 (烏克蘭語：Октябрське)，是位於烏克蘭東部的村莊，由部哈爾科夫州裡别列斯京区的克拉斯諾赫拉德市鎮負責管轄。該村始建於1787年，面積3.68平方公里，海拔高度96米，2001年人口1,012。